# Sandra Sabattini
Sandra Sabattini, all'anagrafe Alessandra Sabattini (Riccione, 19 agosto 1961 – Bologna, 2 maggio 1984), è stata una studentessa italiana, venerata come beata dalla Chiesa cattolica.

## Biografia
Sandra Sabattini nacque a Riccione il 19 agosto 1961 da Giuseppe Sabattini e Agnese Bonini. Fu cresciuta nella fede sin da piccola, tanto che dal 1961 al 1965 andò a vivere nella canonica dello zio don Giuseppe Bonini (prima a Misano Adriatico, poi a Rimini, nella parrocchia di San Girolamo), assieme al fratello Raffaele e ai genitori.
Il 24 gennaio 1972 iniziò a scrivere su un diario riflessioni e pensieri spirituali all’insaputa di tutti, precoce sintomo di un intenso percorso spirituale. A dodici anni, nel 1974, incontrò don Oreste Benzi e l’Associazione Comunità Papa Giovanni XXIII, fondata dallo stesso presbitero; iniziò partecipando agli incontri per adolescenti curati personalmente da don Benzi, e due anni dopo partecipò ad un soggiorno per adolescenti sulle Dolomiti, ad Alba di Canazei (TN), con disabili gravi, dal quale ritornò con le idee estremamente chiare: 
Decise così di servire i più bisognosi, svolgendo varie attività caritative e contribuendo a sensibilizzare la comunità parrocchiale alla maggiore attenzione per i disabili. Nel 1979 si fidanzò con un giovane, Guido, anch’egli membro dell’Associazione.
Dopo gli studi superiori, nel 1981 si iscrisse alla Facoltà di Medicina e Chirurgia dell'Università degli Studi di Bologna, progettando con il fidanzato di partire missionaria in Africa e continuando a dedicare il tempo libero e le vacanze estive nelle comunità terapeutiche per il recupero di tossicodipendenti aperte dalla Comunità Papa Giovanni XXIII nei primi anni '80.
Morì in ospedale il 2 maggio 1984 dopo alcuni giorni di coma profondo a seguito di un incidente stradale. Lo scontro avvenne nei pressi di Igea Marina il 29 aprile; mentre si recava in auto con il fidanzato Guido e l'amico Elio ad una assemblea della Comunità Papa Giovanni XXIII, un'automobile li colpì in pieno e Sandra fu catapultata sul cofano.
Iscritta dal 1974 all'Associazione Atletica ‘Libertas’ di Rimini, ha gareggiato come velocista dei 100 metri, distinguendosi anche a livello nazionale.

## Processo di beatificazione
Nel 1985 don Oreste Benzi, intuendone le virtù eroiche, curò la prima edizione del Diario di Sandra, che verrà poi ampliato nel 2003 a cura di Francesco Zanotti, pubblicato da Ancora Editrice, e ulteriormente arricchito nell'edizione 2009 curata da Nicoletta Pasqualini per l'Editore Sempre Comunicazione.
Il 30 gennaio 2006 la Chiesa cattolica, attraverso la conferenza dei vescovi dell'Emilia Romagna, espresse parere favorevole circa l'opportunità dell'introduzione della causa di canonizzazione di Sandra, a norma della corrente legislazione per le Cause dei Santi. 
Il 27 settembre 2006 il vescovo della diocesi di Rimini, mons. Mariano De Nicolò, aprì il processo diocesano di canonizzazione. Furono nominati per l'istruzione del processo il sacerdote Giuseppe Tognacci quale giudice delegato, il sacerdote Mauro Evangelisti quale promotore di giustizia (successivamente sostituito per motivi di salute dal sacerdote Fausto Lanfranchi) e il prof. Alfio Rossi quale notaio attuario.
Quando il 22 aprile 2009, a 25 anni dalla morte, una commissione si recò nel cimitero di Sant'Andrea in Casale (di fianco alla fossa dove nel 1992 venne sepolta anche Agnese, la mamma di Sandra) per effettuare una ricognizione canonica dei resti mortali e per traslare la salma nella chiesa di san Girolamo, dove allora era parroco lo zio don Giuseppe Bonini, si trovarono solo alcuni pezzi della croce sopra la bara e qualche brandello dei calzini e del pizzo che rivestiva l'interno della cassa. Non si trovò neppure un piccolo osso del suo corpo. 
La fase diocesana si concluse il 6 dicembre 2008 durante una sessione pubblica presieduta dal nuovo vescovo di Rimini, mons. Francesco Lambiasi, con l'apposizione dei sigilli ai documenti da inviare a Roma.
Il 6 marzo 2018 papa Francesco le attribuì il titolo di venerabile. 

### Il miracolo per la beatificazione
Ai fini della beatificazione la Chiesa cattolica ha considerato miracolosa la guarigione di Stefano Vitali, quarantenne, padre di famiglia, assessore del Comune di Rimini, già segretario personale di Don Oreste Benzi, il fondatore della Comunità Papa Giovanni XXIII.
Dall'inizio del 2007 Stefano aveva iniziato a lamentare dolori all'addome. Col passare dei mesi la sintomatologia era peggiorata: avvertiva dolori sempre più intensi, difficoltà respiratorie e rapidamente perse molto peso. Il medico pensava si trattasse del Morbo di Crohn, una malattia infiammatoria cronica dell'apparato digerente, ma appena fu ricoverato d'urgenza presso l'Ospedale Infermi di Rimini nel luglio 2007, gli accertamenti eseguiti prospettarono una situazione ben più grave. La colonscopia mise in risalto un'enorme massa neoplastica. L'esame istologico del 23 luglio, poi confermato dalla TAC, evidenziò un adenocarcinoma del retto con invasione linfatiche. Il 26 luglio 2007 subì un intervento chirurgico, ma la massa tumorale era talmente estesa che il chirurgo decise di chiamare in sala operatoria anche l'oncologo. L'operazione non fu risolutiva poiché i medici non riuscirono ad asportare tutte le metastasi: il tumore era al quarto stadio avanzato. Il materiale esaminato dopo l'intervento mostrava metastasi massive a tutti i 37 linfonodi. Il dott. Ravaioli, primario di oncologia e amico di Stefano, prospettò all'assessore pochi mesi di vita. Il 21 Agosto 2007 iniziò la chemioterapia. L'obiettivo dei medici era quello di rallentare il decorso della malattia e allungare di qualche mese la sua vita. Intanto Don Benzi chiese alla Comunità di pregare Sandra Sabattini affinché intercedesse per la guarigione del malato. 
Fra il secondo e il terzo ciclo di chemioterapia i marcatori tumorali si abbassarono drasticamente. Il 5 novembre 2007, dopo solo cinque cicli di chemioterapia, si evidenziò una remissione del tumore. Le TAC dei giorni successivi confermarono la scomparsa di ogni forma tumorale. I medici di Rimini continuarono per altri cinque anni a somministrare parzialmente la chemioterapia a scopo prudenziale. Più volte dichiararono di non aver mai visto un simile caso nella loro esperienza. Anche il prof. Sacchini del Cancer Center di New York affermò che non esisteva un solo caso conosciuto di sopravvivenza così lunga in questo tipo di patologia. Gli esami clinici eseguiti dieci anni dopo, nel 2018, certificarono che il paziente risultava guarito dalla malattia.
Nel 2019 la Congregazione delle cause dei santi convocò una Commissione medica, composta da specialisti credenti e non credenti, i quali giudicarono scientificamente inspiegabile la guarigione rapida, completa e duratura di Stefano Vitali. Il 2 ottobre 2019 papa Francesco autorizzò la promulgazione del Decreto che riconosceva il miracolo, attribuito all'intercessione della venerabile Serva di Dio Sandra Sabattini. La beatificazione, inizialmente prevista a Rimini per il 14 giugno 2020, è stata celebrata, a causa dell'emergenza coronavirus, il 24 ottobre 2021 nella Cattedrale di Rimini, ed è stata presieduta dal cardinale Marcello Semeraro in qualità di legato pontificio e attuale prefetto della Congregazione delle cause dei santi.
La memoria liturgica è stata fissata al 4 maggio.